# René Hauss
René Hauss (Estrasburg, 25 de gener del 1896 - Bavendorf (Ravensburg), Baden-Württemberg, 22 de novembre del 1965) fou un polític alsacià, fill de Karl Hauss. Lluità en la Primera Guerra Mundial com a voluntari de l'exèrcit de l'imperi Alemany, i en acabar la guerra es va unir al moviment autonomista alsacià. Fou responsable de l'edició del diari Die Zukunft el 9 de maig de 1925 i el 1926 es va unir al Heimatbund.
El 1927, amb Paul Schall i Karl Roos fundà l'Unabhängige Landespartei, de manera que fou un dels implicats en el Procés de Colmar, encara que en fou absolt. Es presentà per la Unió Popular Republicana a les eleccions de 1928 i ocupà un escó a l'Assemblea Nacional francesa del 27 de gener del 1929 al 31 de maig del 1932, en representació de Colmar (Alt Rin).
A les acaballes de 1929, va esdevenir coeditor de l'Elsass-Lothringer-Zeitung (ELZ). Fou regidor de Seltz i d'Estrasburg. En proclamar-se la Segona Guerra Mundial va ser arrestat per les autoritats franceses i empresonat a Nancy. Alliberat pels alemanys el 1940, s'adherí a l'NSDAP i el 1941 acceptà el càrrec de kreisleiter de Haguenau. El 1945 es retirà a Alemanya, on va continuar amb la feina de periodista. El 1947 va ser condemnat a mort per un tribunal d'Estrasburg.